# Giovanni Battista Caracciolo di Vietri
Giovanni Battista Caracciolo di Vietri, chiamato anche Giambattista (San Vito degli Schiavi, 12 aprile 1762 – 14 febbraio 1825), è stato un generale e nobile italiano.

## Biografia
Giovanni Battista Caracciolo di Vietri nacque a San Vito degli Schiavi il 12 aprile 1762. Apparteneva alla nobile famiglia dei Caracciolo di Vietri, ramo dei Caracciolo.
Il 3 ottobre 1783 fu nominato tenente del Reggimento Dragoni del Regno di Napoli, promosso capitano tenente del reggimento di cavalleria il 4 gennaio 1796 e confermato capitano nello stesso anno. Il 9 gennaio 1797 fu promosso tenente maggiore del reggimento di cavalleria "Borbone" e nominato comandante del Reggimento Abruzzo nel 1798. Il 1º settembre 1800 fu promosso capo brigata e diventò generale il 15 maggio 1806, durante l'occupazione francese del Regno di Napoli.
Ufficiale murattiano, il 19 maggio 1808 Caracciolo di Vietri fu nominato commendatore dell'Ordine reale delle Due Sicilie e successivamente fu governatore della Real Casina di Caccia di Persano dal 1811 al 1813. Il 9 dicembre 1813 fu promosso generale di divisione e gli fu assegnato il comando dell'Armata dell'Interno. Dopo la restaurazione borbonica, fu luogotenente generale in Calabria nel 1821.
Il 27 gennaio 1807 sposò a Foggia Gaetana Zezza, figlia di Francesco Paolo Zezza, barone di Zapponeta. Caracciolo di Vietri morì il 14 febbraio 1825.